# 賴香吟
賴香吟（1969年7月2日—），台灣作家，台南市出身，現居於德國柏林。畢業於國立台灣大學經濟系、東京大學總合文化研究科，曾任職於誠品書店、國家台灣文學館籌備處、國立成功大學台灣文學系。她的創作以小說和散文為主，量少質精屢獲獎項，曾以《其後それから》（2012）獲得臺灣文學獎圖書類長篇小說金典獎、《天亮之前的戀愛：日治台灣小說風景》(2019)獲得臺灣文學獎金典獎，以及《白色畫像》（2022）獲得臺灣文學獎金典獎年度大獎等獎項。

## 生平與作品
賴香吟的寫作緣起於台灣大學就讀期間。大一時她參加了當時具指標性意義的「台灣省聯合文學巡迴文藝營」，並以短篇小說〈蛙〉（1987）獲得了短篇小說的首獎。至此之後，她陸續發表散文、短篇小說於各報章雜誌，小說〈清晨茉莉〉則入選了爾雅出版社《七十九年短篇小說選》。
大學畢業後，賴香吟赴日就讀日本東京大學總合文化研究所，碩士論文題目為《台湾文学の成立・序説--社会史的考察 1895-1945》。在日唸書期間，她曾一度在小說創作上停筆，此後她以更換文體、筆名、報社繼續進行書寫，1993-1994年以「張望」為筆名，在《自立晚報》副刊發表散文；1995年以中篇小說〈翻譯者〉獲得《聯合文學》小說新人獎；1998年以短篇小說〈虛構一九八七〉獲得文學台灣基金會第二屆台灣文學獎。在小說之外，賴香吟也在報紙上發表散文作品〈憂鬱貝蒂〉、〈老房子〉、〈一朵微笑〉等，《自由時報》副刊撰寫散文專欄「史前生活」、《中國時報》執筆「三少四壯集」專欄，此後分別結集為《史前生活》、《天亮之前的戀愛》出版。
2005年，賴香吟進入國立成功大學台灣文學系博士班就讀，同時擔任大學部「現代小說創作」課程講師。同年父親離世，賴香吟驚覺自己「對於戒嚴時代出生、成長的父親一無所知」，就此展開小說《其後それから》、《白色畫像》的創作，以此作為遲到的認識。
小說《其後それから》記念摯友邱妙津，描寫邱妙津死後，賴香吟在生活中所經歷的各種改變，鉅細靡遺的表露摯友的離世為她的生命及文學上的創作帶來種種的影響及衝擊。

## 風格與評價
1998年獲得台灣文學獎的小說〈虛構一九八七〉，寫一個女學生如何去面對由戒嚴走入解嚴的心境，評審鄭清文認為，誠如「台灣從政治的陰影走出來了」但「並不意味台灣人懂得更多的政治」，作者選擇從「沒知沒覺得角度去探索問題」是選擇了「一條相當困難的路」，但也因此「作者用卑微的心，道出了深藏社會底層的某種真實。
黃錦樹將賴香吟納入「內向世代」的寫作者，他以《其後》為例，指出賴香吟「背負著那死者的遺骸—她被那死亡與死者私小說的狂暴給捲進去，以致花了漫長的時間方能從那廢墟下爬出來，再用文字把那死者的塵埃一點一滴的卸下。不過，黃懿慧認為賴香吟應屬「學運世代」，在努力追求信念的同時，選擇一種游移惑曖昧的姿態參與社會觀察。劉亮雅也以賴香吟〈虛構與紀實〉、〈喧嘩與酩酊〉兩篇小說為例，指出「賴香吟的深沉反思映照了學運世代知識精英的理想主義和自我批判」。

## 作品

### 小說
- 《散步到他方》（台北：聯合文學，1997）
- 《霧中風景》（台北：元尊文化，1998；[再版] 北縣：印刻，2007）
- 《島》（台北：聯合文學，2000）
- 《其後それから》（新北：印刻，2012；[簡體版] 成都：四川人民出版社，2020）
- 《文青之死》（新北：印刻，2016；[簡體版] 成都：四川人民出版社，2020）
- 《翻譯者》（新北：印刻，2017）[註 1]
- 《白色畫像》（新北：印刻，2022）

［英文譯本］Sylvia Li-chun Lin, Howard Goldblatt, Portraits in White (New York: Columbia University Press, 2025)
- 《島》（ [全新增修版] 台北：聯合文學，2022）

### 散文
- 《史前生活》（北縣：印刻，2007）
- 《天亮之前的戀愛：日治台灣小說風景》（新北：印刻，2019）

### 翻譯

#### 日文譯為中文
- 若林正丈，《蔣經國與李登輝》（台北：遠流，1998）
- 平野啓一郎（日语：平野啓一郎），《日蝕》（台北：聯合文學，2003）(以筆名鹿玉翻譯)
- 佐藤春夫，〈女誡扇綺譚〉，收錄於《文豪曾經來過：佐藤春夫與百年前的臺灣》（台北：衛城，2020）

#### 中文譯為台文
- 幾米，《森林內的祕密》（台北：大塊文化，2023）
- 幾米，《地下鐵》（台北：大塊文化，2024）

### 編輯
- 《龍瑛宗全集》（台南：國家台灣文學館，2006）（校譯）
- 《邱妙津日記》（北縣：印刻，2007）（主編）
- 《九歌103年小說選》（台北：九歌，2015）（主編）

## 得獎紀錄
- 1987，聯合文學巡迴文藝營短篇小說創作組首獎：〈蛙〉
- 1995，聯合文學小說新人獎，中篇小說首獎（第9屆）：〈翻譯者〉
- 1997，吳濁流文學獎小說獎，佳作（第28屆）：〈命名者〉
- 1998，台灣文學獎短篇小說首獎：〈虛構一九八七〉
- 2008，金鼎獎圖書主編獎（第32屆）：《邱妙津日記 》
- 2009，九歌文學獎年度小說獎（九十七年度）：〈暮色將至〉 （页面存档备份，存于）

- 2012，台灣文學獎長篇小說金典獎（第7屆）：《其後それから》 （页面存档备份，存于）
- 2017，吳濁流文學獎小說獎（第48屆）：《文青之死》
- 2019，台灣文學獎金典獎（第13屆）：《天亮之前的戀愛：日治台灣小說風景》 （页面存档备份，存于）
- 2020，金鼎獎文學圖書獎（第44屆）：《天亮之前的戀愛：日治台灣小說風景》 （页面存档备份，存于）
- 2022，台灣文學獎金典獎年度大獎（第16屆）：《白色畫像》
- 2022，博客來年度選書：《白色畫像》
- 2023，台北國際書展大獎小說獎首獎（第16屆）：《白色畫像》
- 2023，金鼎獎文學圖書獎（第47屆）：《白色畫像》
- 2023，吳三連獎文學獎（第43屆）：《白色畫像》
- 2024，台南女中第6屆校友傑出成就獎